# Campionato europeo femminile di pallacanestro Under-18 Division B 2022
Il Campionato europeo femminile di pallacanestro Under-18 2022 (noto anche come FIBA EuroBasket Women Under-18 2022) si è svolto dal 30 luglio al 7 agosto 2022 in Bulgaria, a Sofia.

## Squadre partecipanti
- Austria
- Bulgaria
- Croazia
- Danimarca
- Estonia
- Gran Bretagna
- Islanda
- Irlanda
- Lussemburgo

- Paesi Bassi
- Macedonia del Nord
- Norvegia
- Portogallo
- Romania
- Serbia
- Slovacchia
- Slovenia
- Ucraina

## Prima Fase

### Gruppo A
| Pos | Team               | V - P | Pf - Ps   | Diff | Pts |
| --- | ------------------ | ----- | --------- | ---- | --- |
| 1   | Portogallo         | 4 - 0 | 291 - 159 | 132  | 8   |
| 2   | Croazia            | 3 - 1 | 299 - 194 | 105  | 7   |
| 3   | Lussemburgo        | 2 - 2 | 239 - 276 | -37  | 6   |
| 4   | Gran Bretagna      | 1 - 3 | 233 - 260 | -27  | 5   |
| 5   | Macedonia del Nord | 0 - 4 | 179 - 352 | -173 | 4   |

| 30 luglio 2022 | Lussemburgo | 69 – 61 | Gran Bretagna |  |

| 30 luglio 2022 | Portogallo | 94 – 27 | Macedonia del Nord |  |

| 31 luglio 2022 | Croazia | 51 – 52 | Portogallo |  |

| 31 luglio 2022 | Macedonia del Nord | 55 – 91 | Lussemburgo |  |

| 1 agosto 2022 | Lussemburgo | 47 – 82 | Croazia |  |

| 1 agosto 2022 | Gran Bretagna | 71 – 54 | Macedonia del Nord |  |

| 2 agosto 2022 | Portogallo | 78 – 32 | Lussemburgo |  |

| 2 agosto 2022 | Croazia | 70 – 52 | Gran Bretagna |  |

| 3 agosto 2022 | Gran Bretagna | 49 – 67 | Portogallo |  |

| 3 agosto 2022 | Macedonia del Nord | 43 – 96 | Croazia |  |

### Gruppo B
| Pos | Team     | V - P | Pf - Ps   | Diff | Pts |
| --- | -------- | ----- | --------- | ---- | --- |
| 1   | Slovenia | 3 - 0 | 242 - 128 | 114  | 6   |
| 2   | Bulgaria | 2 - 1 | 184 - 214 | -30  | 5   |
| 3   | Estonia  | 1 - 2 | 170 - 214 | -44  | 4   |
| 4   | Ucraina  | 0 - 3 | 158 - 198 | -40  | 3   |

| 30 luglio 2022 | Estonia | 41 – 89 | Slovenia |  |

| 30 luglio 2022 | Bulgaria | 69 – 61 | Ucraina |  |

| 1 agosto 2022 | Ucraina | 41 – 89 | Estonia |  |

| 1 agosto 2022 | Slovenia | 87 – 45 | Bulgaria |  |

| 3 agosto 2022 | Slovenia | 66 – 42 | Ucraina |  |

| 3 agosto 2022 | Bulgaria | 70 – 66 | Estonia |  |

### Gruppo C
| Pos | Team        | V - P | Pf - Ps   | Diff | Pts |
| --- | ----------- | ----- | --------- | ---- | --- |
| 1   | Slovacchia  | 3 - 0 | 215 - 174 | 41   | 6   |
| 2   | Paesi Bassi | 2 - 1 | 206 - 154 | 52   | 5   |
| 3   | Islanda     | 1 - 2 | 160 - 193 | -33  | 4   |
| 4   | Norvegia    | 0 - 3 | 153 - 213 | -60  | 3   |

| 30 luglio 2022 | Norvegia | 39 – 80 | Paesi Bassi |  |

| 30 luglio 2022 | Islanda | 52 – 75 | Slovacchia |  |

| 1 agosto 2022 | Slovacchia | 82 – 68 | Norvegia |  |

| 1 agosto 2022 | Paesi Bassi | 72 – 57 | Islanda |  |

| 3 agosto 2022 | Islanda | 51 – 46 | Norvegia |  |

| 3 agosto 2022 | Paesi Bassi | 54 – 58 | Slovacchia |  |

### Gruppo D
| Pos | Team      | V - P | Pf - Ps   | Diff | Pts |
| --- | --------- | ----- | --------- | ---- | --- |
| 1   | Serbia    | 4 - 0 | 338 - 181 | 157  | 8   |
| 2   | Romania   | 2 - 2 | 221 - 232 | -11  | 6   |
| 3   | Irlanda   | 2 - 2 | 239 - 246 | -7   | 6   |
| 4   | Austria   | 2 - 2 | 221 - 278 | -57  | 6   |
| 5   | Danimarca | 0 - 4 | 206 - 288 | -82  | 4   |

| 30 luglio 2022 | Irlanda | 64 – 54 | Danimarca |  |

| 30 luglio 2022 | Austria | 45 – 57 | Romania |  |

| 31 luglio 2022 | Serbia | 67 – 47 | Irlanda |  |

| 31 luglio 2022 | Danimarca | 59 – 67 | Austria |  |

| 1 agosto 2022 | Romania | 55 – 52 | Danimarca |  |

| 1 agosto 2022 | Austria | 43 – 98 | Serbia |  |

| 2 agosto 2022 | Irlanda | 64 – 66 | Austria |  |

| 2 agosto 2022 | Serbia | 71 – 50 | Romania |  |

| 3 agosto 2022 | Danimarca | 41 – 102 | Serbia |  |

| 3 agosto 2022 | Romania | 59 – 64 | Irlanda |  |

## Seconda Fase

### Classificazione 9º-18º posto

#### Gruppo E
| Pos | Team               | V - P | Pf - Ps   | Diff | Pts |
| --- | ------------------ | ----- | --------- | ---- | --- |
| 1   | Lussemburgo        | 4 - 0 | 299 - 229 | 70   | 8   |
| 2   | Gran Bretagna      | 3 - 1 | 277 - 239 | 38   | 7   |
| 3   | Estonia            | 2 - 2 | 231 - 253 | -22  | 6   |
| 4   | Ucraina            | 1 - 3 | 273 - 253 | 20   | 5   |
| 5   | Macedonia del Nord | 0 - 4 | 213 - 319 | -106 | 4   |

| 4 agosto 2022 | Gran Bretagna | 70 – 60 | Ucraina |  |

| 4 agosto 2022 | Estonia | 66 – 57 | Macedonia del Nord |  |

| 5 agosto 2022 | Lussemburgo | 66 – 46 | Estonia |  |

| 5 agosto 2022 | Ucraina | 91 – 47 | Macedonia del Nord |  |

| 6 agosto 2022 | Lussemburgo | 73 – 67 | Ucraina |  |

| 6 agosto 2022 | Estonia | 56 – 75 | Gran Bretagna |  |

#### Gruppo F
| Pos | Team      | V - P | Pf - Ps   | Diff | Pts |
| --- | --------- | ----- | --------- | ---- | --- |
| 1   | Irlanda   | 3 - 1 | 271 - 228 | 43   | 7   |
| 2   | Islanda   | 3 - 1 | 232 - 192 | 40   | 7   |
| 3   | Austria   | 3 - 1 | 240 239   | 1    | 7   |
| 4   | Danimarca | 1 - 3 | 189 - 234 | -45  | 5   |
| 5   | Norvegia  | 0 - 4 | 192 - 231 | -39  | 4   |

| 4 agosto 2022 | Norvegia | 36 – 41 | Danimarca |  |

| 4 agosto 2022 | Islanda | 56 – 43 | Austria |  |

| 5 agosto 2022 | Irlanda | 75 – 50 | Norvegia |  |

| 5 agosto 2022 | Islanda | 67 – 35 | Danimarca |  |

| 6 agosto 2022 | Austria | 64 – 60 | Norvegia |  |

| 6 agosto 2022 | Irlanda | 68 – 58 | Islanda |  |

### Quarti di Finale
| 5 agosto 2022 | Slovenia | 59 – 56 | Croazia |  |

| 5 agosto 2022 | Slovacchia | 56 – 55 | Romania |  |

| 5 agosto 2022 | Portogallo | 65 – 48 | Bulgaria |  |

| 5 agosto 2022 | Serbia | 72 – 49 | Paesi Bassi |  |

### Semifinali
- 5º - 8º posto

| 6 agosto 2022 | Croazia | 89 – 47 | Romania |  |

| 6 agosto 2022 | Bulgaria | 61 – 67 | Paesi Bassi |  |

- 1º - 4º posto

| 6 agosto 2022 | Portogallo | 62 – 55 | Serbia |  |

| 6 agosto 2022 | Slovenia | 82 – 48 | Slovacchia |  |

### Finali
- 17º - 18º posto

| 7 agosto 2022 | Macedonia del Nord | 49 – 78 | Norvegia |  |

- 15º - 16º posto

| 7 agosto 2022 | Ucraina | 70 – 38 | Danimarca |  |

- 13º - 14º posto

| 7 agosto 2022 | Estonia | 78 – 64 | Austria |  |

- 11º - 12º posto

| 7 agosto 2022 | Gran Bretagna | 71 – 69 | Islanda |  |

- 9º - 10º posto

| 7 agosto 2022 | Lussemburgo | 66 – 70 | Irlanda |  |

- 7º - 8º posto

| 7 agosto 2022 | Bulgaria | 65 – 72 | Romania |  |

- 5º - 6º posto

| 7 agosto 2022 | Paesi Bassi | 49 – 82 | Croazia |  |

- 3º - 4º posto

| 7 agosto 2022 | Serbia | 62 – 50 | Slovacchia |  |

- 1º - 2º posto

| 7 agosto 2022 | Portogallo | 44 – 59 | Slovenia |  |

## Classifica finale
| Pos     | Team               |  |
| ------- | ------------------ |  |
| Oro     | Slovenia           |  |
| Argento | Portogallo         |  |
| Bronzo  | Serbia             |  |
| 4.      | Slovacchia         |  |
| 5.      | Croazia            |  |
| 6.      | Paesi Bassi        |  |
| 7.      | Romania            |  |
| 8.      | Bulgaria           |  |
| 9.      | Irlanda            |  |
| 10.     | Lussemburgo        |  |
| 11.     | Gran Bretagna      |  |
| 12.     | Islanda            |  |
| 13.     | Estonia            |  |
| 14.     | Austria            |  |
| 15.     | Ucraina            |  |
| 16.     | Danimarca          |  |
| 17.     | Norvegia           |  |
| 18.     | Macedonia del Nord |  |